# Consultori sentimental

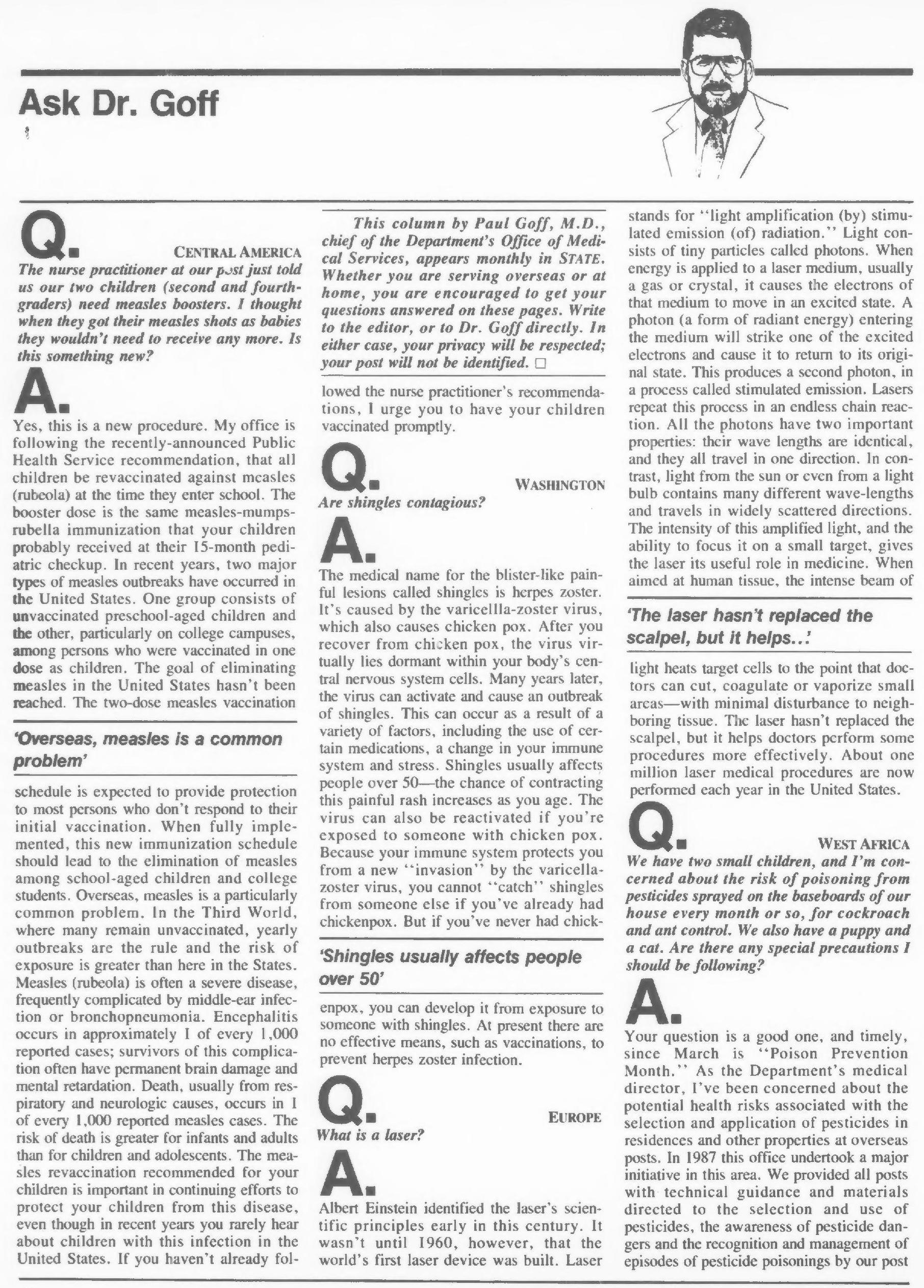
L'edició de març de 1990 de "Ask Dr. Goff", una columna d'assessorament mèdic publicada a State Magazine

Un consultori sentimental és una columna periòdica publicada en general en un diari, tot i que també es pot presentar en format radiofònic o en un blog, entre altres mitjans.
El seu format típic és de pregunta i resposta: un lector, en general anònim, exposa el seu problema i des del mitjà se li respon amb una solució o, si més no, amb unes paraules de consol. El conseller solia presentar tradicionalment la personalitat d'una dona de certa edat i, per tant, experimentada (en anglès s'anomenava agony aunt, és a dir 'tieta angoixes', però aquest terme ja no està en ús). Però sovint els consells els escriu un equip de redactors o, en cas de ser una sola persona, ho fa tanmateix sota pseudònim.
El periòdic londinenc The Athenian Mercury va publicar des del 1690 el primer consultori sentimental del que es té notícia. I a l'estat espanyol van ser molt populars el Consultorio de Elena Francis, programa emès per Ràdio Barcelona entre 1947 i 1966, i després per altres emissores de ràdio fins al 1984, i «El consultorio de Doña Montserrat Fortuny», amb veu de Mercedes Laspra i emès per Radio España entre 1939 i 1984, ambdós des de Barcelona.
Molts consultoris sentimentals apareixen redifosos en diversos mitjans. Exemples estatunidencs destacats inclouen Dear Abby, Ann Landers, Tell Me About It de Carolyn Hax i Dear Prudence de Slate.com. Ja a la dècada de 1970, el Chicago Tribune i el New York Daily News Syndicate estimaven que 65 milions de persones llegien "Dear Abby" diàriament. A l'any 2000, tant les columnes sindicades Ann Landers com Dear Abby es van publicar en més de 500 diaris.